# Eliporto di Naqura
L'eliporto di Naqura-Green Hill (ICAO: --) è un eliporto dell'ONU situato a 1 km a sud-ovest della città di Naqura, nel Governatorato del Sud Libano. La struttura è dotata di due piazzole per l'atterraggio in cemento di dimensioni 30 m x 30 m collegate da una striscia d'asfalto di 340 m e nove piazzole per la sosta. La struttura si trova ad un'altitudine è di 110 m /360 ft e l'orientamento della TLOF è 06-24. L'aeroporto è gestito dall'UNIFIL, effettua attività secondo le regole VFR ed è operativo 24 h su 24 h.

## Storia
L'eliporto fu costruito nell'aprile del 1978 delle truppe dell'UN in risposta all'invasione del Libano da parte dell'esercito israeliano durante la prima guerra del Libano. I primi elicotteri ad essere basati al Campo di Green Hill furono della NORAIR norvegese ma vi restarono solo fino al 3 luglio del 1979 quando furono sostituiti dallo squadrone elicotteri di ITALAIR dell'Aviazione dell'Esercito italiano. Nel 2008 l'eliporto fu ricollocato di circa 1 km a sud, sulla collina di Green Hill dove sono state costruite le nuove piazzole per gli elicotteri, hangar ed alloggi per il personale. All'eliporto di Naqura sono presenti 6 elicotteri Bell 212 italiani.